# Сенкевич, Николай Николаевич
Никола́й Никола́евич Сенке́вич (род. 1946, 18 декабря, Москва) — советский, российский художник.

## Биография
В юности учился рисованию в Монголии у художника китайского происхождения.
В 1962 году вернулся в Москву. В 1971 году окончил МАрхИ.
Примыкал к движению СМОГа (Общество Самых Молодых Гениев). Член молодёжной секции Союза художников РСФСР (с 1971), был членом Горкома графиков (с 1976). Был знаком с основными персонажами московской артистической богемы 1960—1970-х годов.
Вместе с Натальей Мещаниновой создал ряд совместных живописных произведений, а также серию керамических панно. Руководил творческой группой «Остров». Куратор творческой группы молодых художников «Рецепт-Арт». В настоящее время ведет разработки, выраженные в графике, работает в коллаборации с художницей Марией Сивковой.

## Жизнь как творчество
Творчество Николая Сенкевича подразумевает постоянное движение к новому пониманию мира, роли художника и его образа, желание делать картины не для кого-то или чего-то, а вместо кого то и чего то. Он отказывается видеть частицу пространства и времени и жить с ней и ее ценностями постоянно. Часть не удерживает долго связь с целым. А целое со временем распадается на части. Существуют два типа художественного мышления. Гёте требует «мгновение остановись, ты прекрасно». Восточный мастер говорит «лети мгновение ты прекрасно в неуловимости и вечном изменении!» Два разных отношения к красоте через разное понимание времени. Западное и восточное. Николаю Сенкевичу ближе к восточному пониманию.
Николай попал в Монголию с родителями в 15 лет и пробыл там два года. Вскоре познакомился с художником-китайцем жившем в китайском квартале Улан-Батора. Он был последователь ламаисткого направления буддизма и одновременно светским образованным человеком. Он оказал большое влияние на Николая и научил его основополагающим принципам и технологиям, которые нужно знать человеку искусства, чтобы пребывать в хорошем расположении духа и не прерывать своих творческих поисков, например, что надо уничтожить произведение, если ты видишь что оно не совершенно или ты не в состоянии его закончить, даже если его можно продать.

Первую крупную серию работ пастелью Николай Сенкевич создал в Монголии. Это бесхитростные произведения, основой которых является непосредственное рисование и восторг перед миром. Там присутствуют темы, связанные с местной культурой, природой и обрядами, жителями этих мест. В Монголии были созданы более 800 работ. Среди них много портретов, пейзажи по летним поездкам с родителями-геологами.
В библиотеке в Улан-Баторе Николай Сенкевич читал стихи Хлебникова, Крученых, Саши Черного издания 20х годов альбомы по живописи модернистов, что в то время нельзя было сделать в Москве по причине цензуры. Вернувшись в Москву в 17 лет, Николай был гораздо более образованным, чем артистическая богема тех лет, он не поддерживал их иллюзий, что те делают некое новое искусство. В Москве он непрестанно знакомился с выдающимися художниками и поэтами эпохи — знал Анатолия Зверева, Владимира Пятницкого, Кабакова, слушал Виктора Шкловского. Посещал литературное объединение поэтессы Шур М. М, где познакомился с поэтом Леонидом Губановым, оказавшим сильное влияние на последующее творчество. Леонид Губанов принял Николая в СМОГ — Самое Молодое Общество Гениев. Сразу по поступлению в Московский архитектурный институт, Николай Сенкевич организовал поэтический вечер, где выступили Губанов и Владимир Олейников, Вознесенский и другие авторы, бывшие тогда в немилости у власти. За эту акцию чуть было не вылетел из института. Спасло достаточно либеральное руководство института.

Годы учебы в ВУЗе не оказали особого влияния на творчество Николая. Но в дальнейшем ему весьма помогли качественные лекции по истории искусства и по истории архитектуры. И конечно общение с некоторыми интересными студентами, например, Константином Худяковым
В этот период появился интерес к технике рисунка к конструктивному построению картины, к качественному изображению формы благодаря работы с натуры. Как только появлялось свободное время — дней десять, Николай покупал билет на самолёт и летел в Хиву или в Душанбе, или в Ош. Появилась на целых восемь лет новая любовь, тоже почему-то географическая, к Средней Азии. За счёт частых поездок в Среднюю Азию выработалась привычка использовать технику пастели, она давала возможность работать в походных условиях и не тащить с собой краски. Период института тоже был достаточно продуктивным, особенно в техническом плане. Большая серия пейзажей в Бухаре, Хиве, Душанбе. Из работ сохранилось немного. В этих городах были туристы-иностранцы и многие работы Николая были ими там куплены. Среди этой серии выделяется работа Хивинское кладбище. Картина изображает медленно идущего старика со спины, который проходит через хивинское кладбище к странному дереву похожему на мозг человека. Но это не сюрреализм. Еще в Монголии тема уходящего старика часто использовалась художником. Этот старик не идет на кладбище, а идет через него не останавливаясь. Он идёт к Дереву Бессмертия которое является и Древом Познания, и Мозгом Вселенной. Николай из первой поездки на Памир в Горно Бадахшанскую область привез много пейзажей и портретов. Работы отличались необычным колоритом. Или песочные оттенки или красно сине зелёные. Они были легко узнаваемы по почерку.
Но после 1975 г Николай больше не применял свои среднеазиатские живописные приёмы, хотя спрос на эти работы был, видно и этот период закончился и его любовь к раскалённым до бела пространствам покинула его.
Затем Николай работал по распределению два года. После, начиная с 1974г заинтересовался пластикой. До этого был небольшой опыт, приобретенный ещё в Монголии. Он любил делать маски из папье-маше. В том же 1974 году был принят в экспериментальную керамическую мастерскую, на Воронцовом поле и какое-то время учился вместе с талантливыми художниками прикладного искусства, среди которых был В. Малолетков. После ухода из мастерской пытался получать заказы на монументальные работы через комбинат. Но так и не научившись субординации и держать связи, был вынужден брать заказы в отдалённых городах Сибири, в Воркуте, Свердловске и Кургане, где делал фонтаны и скульптуры из бетона для городских парков. У Николая была рекомендация от известного заслуженного художника, которому нравились его работы и фамилия, благодаря которой его принимали за родственника Юрия Александровича Сенкевича, в то время очень известного телеведущего.
Рабочими в бригаде Николая Сенкевича были местные жители, сидевшие много лет в лагерях, и после освобождения оставшиеся по предписанию на поселении в Воркуте, люди, которым нельзя было выезжать в Москву и другие крупные и средние города. В этот период Николай много что понял о современной истории страны из уст очевидцев, о сути человеческой природы через общение с людьми из разных социальных групп и стал писать короткие рассказы — отчёты о прожитом дне, включая диалоги с людьми. В эти годы он делал разные художественные акции, которые шли от внутреннего понимания необходимости их воплотить, поэтому Николай не стремился это документировать и позиционировать как искусство. Например, он красил пруд при заводе, предназначенный для слива мазутосодержащих отходов, что заводу не предписывалось делать. Получались очень декоративные изображения типа монотипий на воде (техника которая была придумана и использовалась в Китае издавна). Ему почти удалась попытка поставить в лесу огромный бетонный знак в память о жертвах ГУЛАГа. Работы тех лет не сохранились, поскольку Николай регулярно переезжал, конфликтовал с руководством, его несколько пытались обвинить в разных нарушениях, но дело не доходило до суда.
В период путешествий по стране до 1983 г были сделаны первые абстрактные скульптуры, которые изначально предназначались для парка Воркуты, но не прошли худсовет. Он вывез эти модели в Москву и позже, купив дачу в 1988 году, построил там мастерскую и продолжил работать над серией скульптур до 1995 г. И только с 2018 эти работы получили окончательный вид, покрытые мозаикой. Это уже произошло при совместной работе с М. Сивковой. По приезде в Москву Николай организовал творческую группу «Остров» с молодым художником Натальей Мещаниновой, только закончившей училище 1905 г. и другими привлекаемыми на время платными помощниками. Они занимались в основном керамическими абстрактными панно с росписями для многих заводов Москвы. Поскольку там наряду с глазурью присутствовала распёкшаяся смальта, панно выглядели очень декоративно и напоминали цветочные композиции, и каждая отдельная плитка смотрелась красиво. Но, пожалуй, наиболее яркие из работ конца 80х годов — это серия керамических панно с распеченной смальтой созданные для завода «Каучук» и ещё первый опыт совместного творчества с Натальей Мещаниновой в поездке по Литве. Параллельно с этой серией, Николай создал большую серию абстрактных работ и 40 объёмных работ, которые в основном были проданы в Польшу. Наталья была основным помощником Николая до 1993 г. При ее участии было сделано более 1000 работ. Некоторые из них были заказами. Николай как правило не любил делать заказные работу и передавал это другим.
Наталья Мещанинова и Николай Сенкевич должны были в начале в 1993 г. по договору выехать в США где им предоставляли мастерскую для экспериментов по выращиванию искусственных полудрагоценных кристаллов на разных основах в том числе на холстах. Но в последний момент Наталья по семейным обстоятельствам отказалась ехать. Так распалось их творческое содружество.
В 2000е Николай создал фирму по изготовлению элементов архитектурного декора (МАФ) из бетона. В тот момент был большой спрос на такие изделия, но комбинаты перестали существовать с конца 80 г, мастера спились. Делать бизнес в те годы было опасным, но невероятно творческим занятием, благодаря которому Николай увидел много необычных людей. Но эта деятельность перестала приносить ему радость к концу нулевых годов.

Закрыв фирму, Николай решил сделать паузу. Стал размышлять что в настоящее время является современным искусством и есть ли у него желание и возможности в этом изменённом пространстве что-то сказать. И, главное, нужно ли его высказывание кому-то? Он организовал во второй раз группу молодых художников и назвал её РецептАрт. Название появилось на основе текста Венедикта Ерофеева — он говорил, что лучше искусство изготовлять по рецепту, чтобы писателю или художнику было вкусно (изначально в группу входили Ирина Николаева, Светлана Жильцова, Гриша Смирнов, Мария Абдалова). Николай собрал именно юных авторов, поскольку всегда считал, что искусство — это дело молодых. Этих людей объединяло 1) большие амбиции при неверных представлениях о своих возможностях 2) Неудачные попытки продать свои работы или невозможность сделать такие что бы их покупали 3) При этом вера, что можно еще все поправить 4) Представление, что семейная жизнь — это обуза и мешает свободе творчества. И конечно ещё много других качеств и преставлений, упрямство и романтизм.
Благодаря выставкам, созданным группой, а также новым знакомствам с художниками и галеристами, Николай понял, что: а) художники растерялись и не получают удовольствия от создания собственных картин б) можно компилировать стили и направления прошлого как угодно и это не принципиально в) хорошее произведение — это, то, которое сделано по «рецепту», то есть оно проговаривается и макетируется г) делать картины может любой, но надо знать, что делать
В эти же годы он создает ряд совместных абстрактных работ вместе с Анной Богдановой. И приходит к выводу что нужно вначале создать литературное произведение в форме поэзии притчи или длинного афоризма, которое и будет удерживать ускользающие смыслы визуального искусства с современным пространством.
Поняв для себя, суть современного искусства Николай приступил к разработкам, в форме альбомных листов А4 которые в виде картин предполагалось выполнить позже когда будет возможность, потому что они концептуально определены и их может превратить в картину хороший ремесленник используя современные технологии печати и компьютерной графики.
В 2017 году Николай Сенкевич вместе с группой приступает к работе над коллекцией керамических и мозаичных скульптур, поверхность которых оформлена графикой. Эти скульптуры стали переработкой экспериментов с керамикой 1980х годов, а также воплощением идеи о том, как работает линия и цвет в пространстве.
В 2020 м году было принято решение работать в коллаборации с молодой художницей Марией Сивковой, с которой были общие дела, а также ряд совместных произведений, начиная с 2016 года.
В настоящее время Николай Сенкевич много времени посвящает текстам, связанным с осмыслением того, что должно делать художнику и роману в стихах по переписке.